# 미간

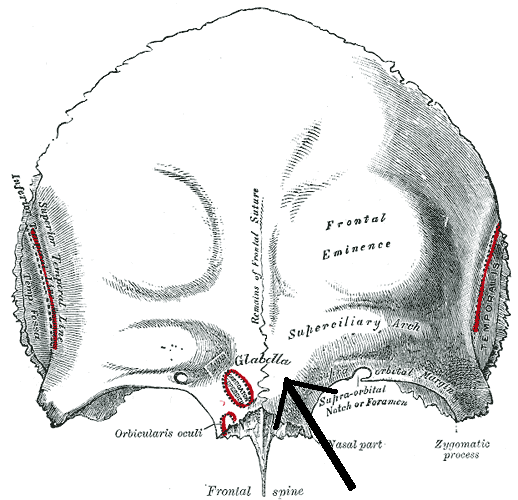
미간의 위치

미간(眉間)은 사람의 눈썹 사이와 코 위의 부분을 의미한다.
영어로는 글러벨라(Glabella)라고 하는데, 이는 라틴어로 부드럽다는 뜻의 glabellus에서 유래한 것이다.